# Laevicephalus saskatchewanensis
Laevicephalus saskatchewanensis är en insektsart som beskrevs av Hamilton och Ross 1975. Laevicephalus saskatchewanensis ingår i släktet Laevicephalus och familjen dvärgstritar. Inga underarter finns listade i Catalogue of Life.